# Laitaluodonkari
Laitaluodonkari är en ö i Finland. Den ligger i Skärgårdshavet och i kommunerna Nådendal och Pargas i landskapet Egentliga Finland, i den sydvästra delen av landet. Ön ligger omkring 28 kilometer väster om Åbo och omkring 180 kilometer väster om Helsingfors.
Öns area är 0,5 hektar och dess största längd är 120 meter i öst-västlig riktning.